# Wolgaregio

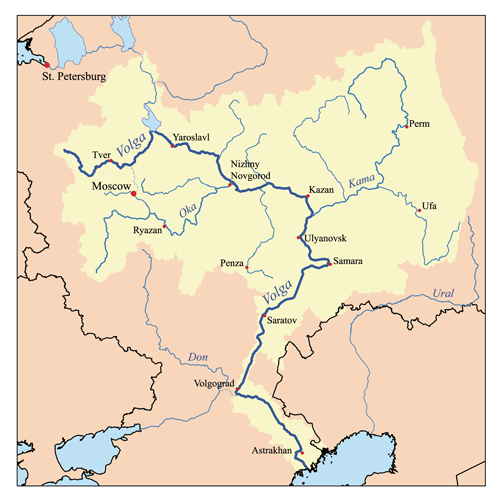
Het stroomgebied van de Wolga.

De Wolgaregio of Povolzje (Russisch: Поволжье) omvat het gebied in Rusland dat grenst aan de midden- en benedenstroom van de Wolga en het gebied dat daar in de buurt ligt en er een economische binding mee heeft. Het gebied grenst aan het Wolgaplateau (langs de rechteroever van de Wolga tussen Nizjni Novgorod en Wolgograd) en de Trans-Wolgaregio (op de linkeroever).
Soms worden ook plaatsen aan de bovenloop van de Wolga gerekend tot dit gebied (vanaf de bronnen van de Wolga tot aan de instroom van de Oka).